# Света Анастасия (Епаноми)
Вижте пояснителната страница за други значения на Света Анастасия.
„Света Анастасия“ (на гръцки: Μετόχι της Αγίας Αναστασίας) е манастирски комплекс, метох на „Света Анастасия Узорешителница“, в руини край солунското градче Епаноми, Гърция, част от Неакринийската и Каламарийска епархия.

## Местоположение
Метохът е разположен на няколко километра южно от Епаноми по пътя за Неа Ираклия.

## История
Както информира ктиторският надпис, метохът е завършен през октомври 1530 година при игуменството на йеромонах Теона, по-късно обявен за светец, и при иконом Софроний.
| „ | Ι(ησούς) Χ(ριστό)ς Νικά. Ηγουμενεύοντος Αγ(ί)ας Αν(α)στασίας Θεωνά Ιερομονάχ(ου), Σωφρονίου οικονομεύοντος + Δώρον σοι προσήξαμεν οι ευτελέοις σου δούλοι, μεγαλόνυμε μάρτης Αναστασία κ(αι) δέξε τούτο ως ο Κ(ύριο)ς πάλαι της χήρας λεπτά, κ(αι) αεί μνημονεύη ούτω κακ συ πρόσδεξαι, τούτο νυν το πυργίω. Κ(αι) σκέπε φρούρι του εν αυτώ οικούντ(ας) εκ τ(ων) αισθητ(ών) κ(αι) νοητών πολέμ(ων). Έτ(ος) ΖΛΗΩ' μην(ί) Οκτωβρίω Ιν(δικτιώνος) Δ'(ης) | “ |

Метохът е изграден на мястото на средновековното селище Крициана (Κριτσιανά)  или Кридзиана (Κριτζιανά). Има формата на крепост и позицията му контролира цялата околна селскостопанска област, като същевременно остава невидима от морето, тъй като пиратските нападения не са рядкост в региона.
Комплексът, който е в сравнително добро състояние, се състои от стени, обграждащи петоъгълно пространство, централна кула, църква, килии, пещ, кухня, плевня и две отбранителни кули на североизток и югозапад. Кулите са запазени на височина до 10 m и имат два етажа, като приземният е павиран за по-голяма стабилност и поддръжка на стената. Покривът им е сводест, а зидарията е от дялан варовик. Кулата на изток по-късно е превърната в пещ. Централната порта е на север и за изграждането ѝ е използван по-стар строителен материал. На запад има помощен портал. Централната кула е квадратна (9 x 9,45 m) с приземен и два етажа, като достига височина 8,7 m. Централният вход от юг се достига чрез двойно стълбище, а от изток има допълнителен вход. Приземният и първият етаж на кулата са служели за склад за реколтата. На втория етаж имало зала и три стаи, както и балкон и етажът е бил резиденция на иконома на манастира. Последният етаж на кулата вероятно изгаря по време на Халкидическото въстание в 1821 година.
Храмът, малка еднокорабна базилика, е разрушен през 1965 година, за да се построи нова църква. През 1976 година и 1986-87 година са извършени спасителни работи от археологическите служби.
Метохът е обявен в 1967 година за паметник на културата.